# Tyskar
Tyskar (tyska: Deutsche, uttal: [ˈdɔɪ̯t͡ʃə]
 ( lyssna)) är personer av tysk nationalitet. Tyskar kan även vara personer som till exempel genom modersmål, kulturyttringar, traditioner, härstamning eller familjeband betraktar sig som tyskar. Enligt den tyska konstitutionen definieras en tysk som en person med tyskt medborgarskap. Uppskattningar som gjorts över det totala antalet tyskar i världen sträcker sig från 100 till 150 miljoner, vilka framför allt bor i Tyskland. Stora grupper tyskättlingar finns även i Nord- och Sydamerika.
Den tyska folkgruppen har beskrivits som germanskt, som under historien nåtts av migrationsströmmar och språkligt och kulturellt inflytande från andra folk.
Efter andra världskriget har ordet tysk mer och mer fått innebörden tysk medborgare, dvs en nationalitet, istället för som tidigare en etnicitet. Exempelvis anser sig de flesta österrikare numera inte vara tyskar, något som tidigare varit självklart.

## Historik

### Folkgruppen
Tyska stammar har bott i områden kring dagens Tyskland sedan urminnes tider. En av de äldsta bevarade beskrivningarna av det tyska folket är av Julius Caesar. Före 1950-talet fanns det få etniska minoriteter i Tyskland, men i början av 2000-talet var nästan en tiondel av befolkningen – cirka åtta miljoner människor – icke-tyskar.

### Tysktalande
I Tyskland, Österrike, Schweiz, Liechtenstein och Luxemburg utgör tyskspråkiga majoriteten av befolkningen. Det bor även tysktalande i angränsande länder, såsom sydvästra Danmark, östra Belgien, Elsass och Lothringen i östra Frankrike, Sydtyrolen i Italien, Ungern, Polen samt västra Tjeckien. I absoluta tal finns det flest tyskspråkiga i Tyskland följt av Österrike, Schweiz och Frankrike i fallande ordning. Även Brasilien har en betydande minoritet tyskspråkiga. Enligt vissa uppskattningar talar uppemot 850–900 000 brasilianer tyska, de flesta är dock tvåspråkiga.
Under den tyska Hansan på medeltiden fick tyskar stort inflytande över Sveriges statsbildning och många ord för städernas näring och förvaltning är lånord från den tiden, såsom rådhus och borgmästare. Tyskarna fick epitetet garp, som var ett skällsord i betydelsen skrävlare. Skällsordet övergick därefter att betyda tysk i allmänhet och finns kvar i ortnamn som Garpenberg och Garphyttan, ofta med anknytning till gruvdrift eftersom tysktalande till stor del byggde ut även den verksamheten i Sverige.
I Namibia, som fram till slutet av första världskriget var den tyska kolonin Tyska Sydvästafrika, finns det också människor som har tyska som modersmål.
Historiskt sett har stora grupper tyskar också bott i östra Europa, främst sudettyskarna i Böhmen och Mähren, balttyskarna vid Östersjön och tyskarna öster om Oder–Neisse-linjen, men de flesta av dessa fördrevs vid slutet av och efter andra världskrigets slut, i samband med Nazitysklands sammanbrott. Det finns dock fortfarande kvar små minoriteter av tyskar i Östeuropa – i Tjeckien, Polen, Ungern och Rumänien, och även i Ryssland, Estland och Lettland. I Sverige bodde det under medeltiden många tyskar i städerna.
Tidigare fanns det även en stor grupp så kallade volgatyskar i Ryssland, och senare Sovjetunionen. I takt med att tyskarna kom längre och längre in i Sovjetunionen under andra världskriget befarade Stalin att volgatyskarna skulle kollaborera med nazisterna. Därför lät han sätta största delen av den manliga tyska befolkningen i Sovjet i arbetsläger. Sannolikheten för överlevnad där var mycket låg. Resten av populationen deporterades till Kazakstan, Sibirien och Centralasien. År 2011 utgjorde tyskarna 2 procent eller cirka 300 000 personer av Kazakstans befolkning,.

## Tyskar i Sverige
I Sverige bor cirka 50 000 svenskar födda i Tyskland. Cirka 20 000 innehar tyskt pass.